# Torre do Castro

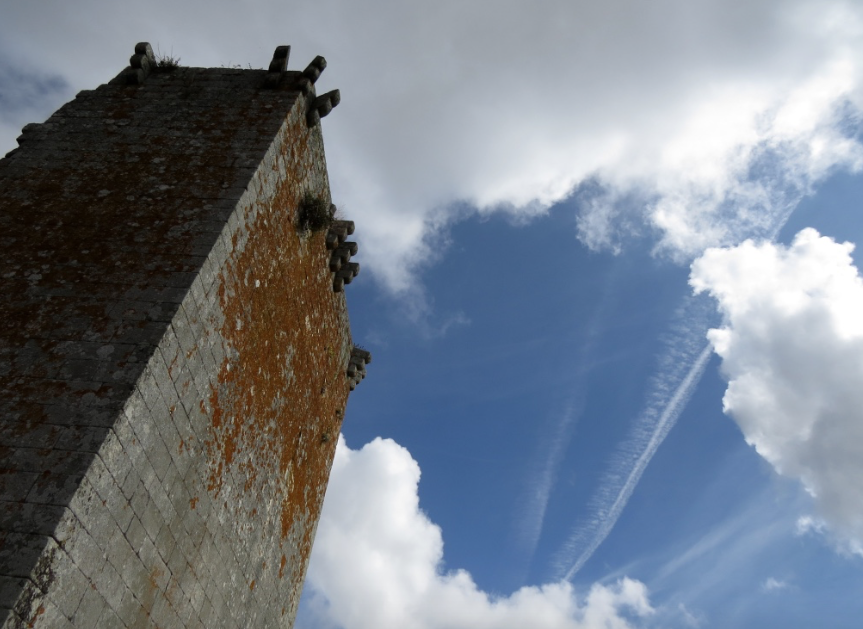
Vista desde su base.

La Torre do Castro, conocida también como Torre de Sandianes, forma parte de un conjunto de fortificaciones antiguas que protegían la vasta zona fértil de la Comarca de La Limia con la función de prevenir ataques de invasores ingleses y portugueses. 
Aunque popularmente son conocidas cuatro torres (Torre de La Pena, Torre do Castro, Torre de Porquera y Torre de Celme), existen dos más (la Torre de Ginzo y la Torre de Ganade). Como muy bien nos explica don José Pérez Rodríguez (veterinario de Ginzo de Limia) en su referenciado documento (cuadernos Lethes), hay muy pocas personas que tengan conocimiento de la existencia de estas dos últimas Torres.

## Ubicación
Municipio: Sandianes. Parroquia: Sandianes. Población: Castro. Provincia: Orense. Comunidad autónoma: Galicia. País: España.

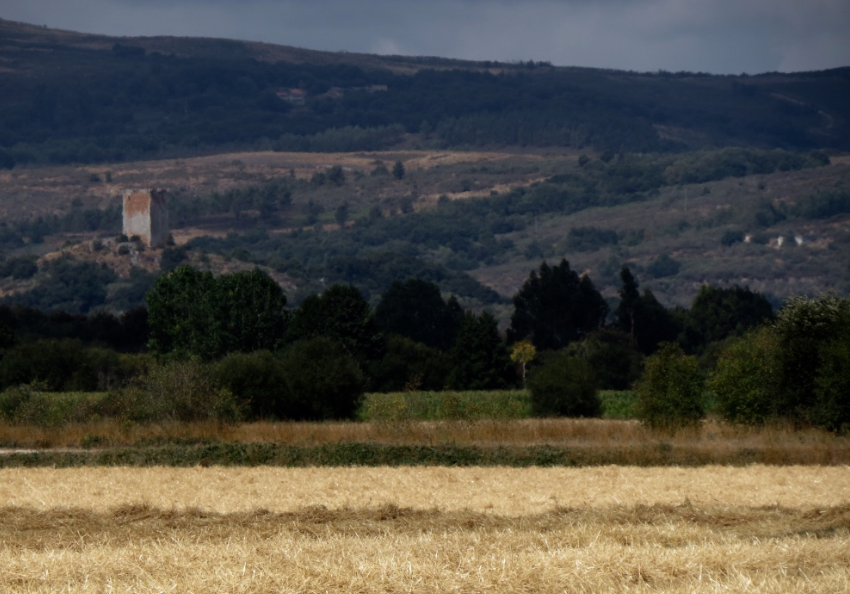
Vista desde la Laguna.

## Historia

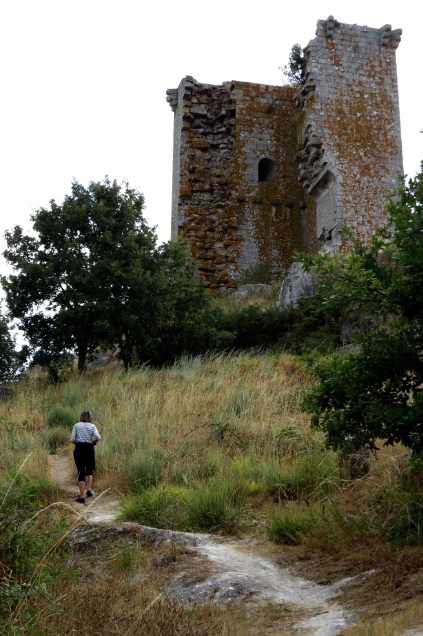
Vista subiendo

Su construcción pudo ser iniciada hacia el siglo XII. Fue escenario de guerras fronterizas entre el rey Alfonso VII de Castilla y León y el rey Alfonso I de Portugal que luchaban por la posesión del condado de Limia.
En el año 1386 fue asaltada por el duque de Láncaster que había desembarcado en La Coruña reclamando el trono de Castilla y, avanzando hacia el sur de Galicia, estableció su corte en Orense donde pasaba el invierno. Más tarde, tras aliarse con el Rey de Portugal, invadieron juntos León pero su ejército, diezmado por la peste, tuvo que firmar la paz con Juan I de Castilla (antepasado de la Reina Isabel la Católica) y renunciar a sus derechos dinásticos.
Hacia el año 1430 fue arrasada de nuevo por las Revueltas Irmandiñas, posteriormente pasó a ser propiedad de los señores de Maceda, del Conde de Benavente Alonso Pimentel y Enríquez, del Marqués de Viana y finalmente de la casa de Santana y de Monterrey. 
En el siglo XVIII, durante la guerra hispano-lusitana fue punto de concentración de tropas.

## Conservación
Actualmente, de su esplendor histórico solo quedan en pie tres paredes de la torre del homenaje, aunque todavía impacta a la vista el gran grosor (más de 3 metros) de sus muros.
El acceso no es sencillo pues hay que subir por una pista asfaltada y realizar un último tramo de 50 metros por un sendero sinuoso, empinado y estrecho (un metro escaso). Llegando arriba tampoco existe ningún cartel explicativo sobre tan importante monumento.
Tras ser cedida en 2010 por parte del Estado, es propiedad de la Junta de Galicia. Hace años la Diputación de Orense subvencionó su iluminación nocturna y la belleza de su perfil podía contemplarse desde la lejanía. 
Es una pena que los constantes y graves actos vandálicos han ido sistemáticamente destrozando su instalación, dando al traste su anhelada recuperación. Según informaciones fiables, a fecha de hoy (octubre de 2016) el Ayuntamiento de Sandianes está luchando por recuperarla.

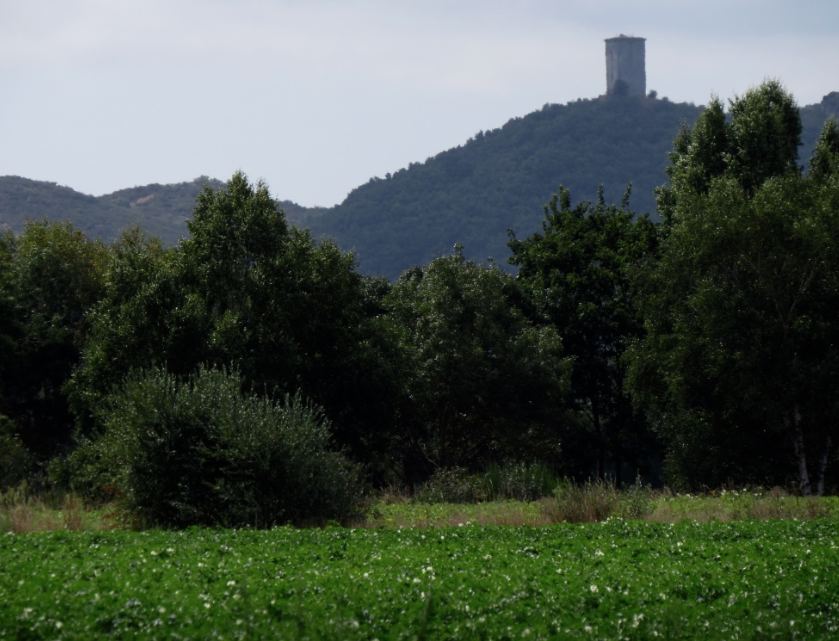
Vista panorámica.

## Arquitectura
Constaba de varios niveles: sótano, 3 plantas y terraza superior. En la actualidad pueden todavía apreciarse los resaltes hechos en la roca que servían para apoyar sus gruesos muros de sillería, así como numerosos restos en las proximidades.

## Importancia estratégica
Situada sobre una atalaya de gran valor estratégico en la Laguna de Antela, esta Torre fue un importante punto de apoyo en diferentes conflictos armados a lo largo de la historia, permitiendo vigilar la frontera con Portugal y controlar toda la Laguna de Antela, incluida la antigua Vía Nova (calzada romana número XVIII del Itinerario de Antonino).